# وزغيات
وزغيات (الاسم العلمي: Gekkota) رتيبة سحالي من رتبة الحرشفيات.

## التصنيف
تتكون رتيبة الوزغيات من سبع فصائل
- فصيلة ذات الأصابع الغصينية
- فصيلة ذوات الأصابع المزدوجة
- فصيلة حقيقيات الجفن
- فصيلة وزغية
- فصيلة ورقيات الأصابع
- فصيلة سحالي عديمة السيقان
- فصيلة ذات الأصابع الكروية